# مرضیه داوودوا
مرضیه داوودوا (ترکی آذربایجانی: Mərziyyə Davudova; ۸ دسامبر ۱۹۰۱ – ۶ ژانویهٔ ۱۹۶۲) هنرپیشه اهل امپراتوری روسیه بود.
وی همچنین برندهٔ جوایزی همچون جایزه هنرمند مردمی اتحاد جماهیر شوروی شده‌است.